# Parque Estadual Nascentes do Paranapanema
Parque Estadual Nascentes do Paranapanema é uma área de conservação do estado de São Paulo localizado no sudoeste paulista, no Município de Capão Bonito.
Criado em junho de 2012, o parque existe para a conservação, proteção e restauração da biodiversidade do estado e das nascentes do Rio Paranapanema e com 22 mil hectares de Mata Atlântica, é administrado pela Fundação para a Conservação e a Produção Florestal do Estado de São Paulo, que é vinculada à Secretaria do Meio Ambiente.

## Ligação externa
- Wikimapia - Nascente do rio Paranapanema (Capão Bonito)